# Düsseldorf Flughafens station

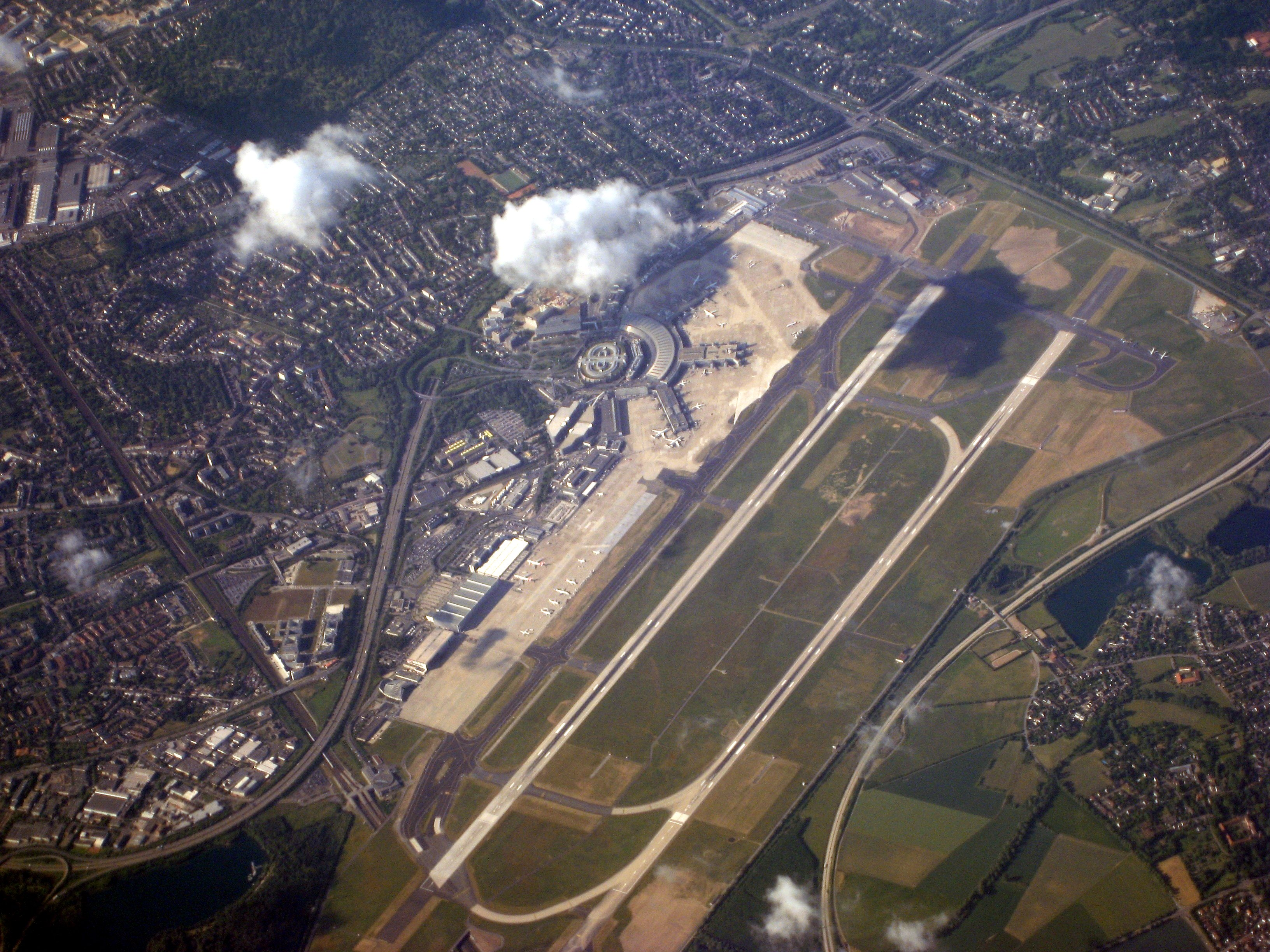
Flygfoto över Düsseldorfs internationella flygplats. Järnvägsstationen syns nere till vänster.

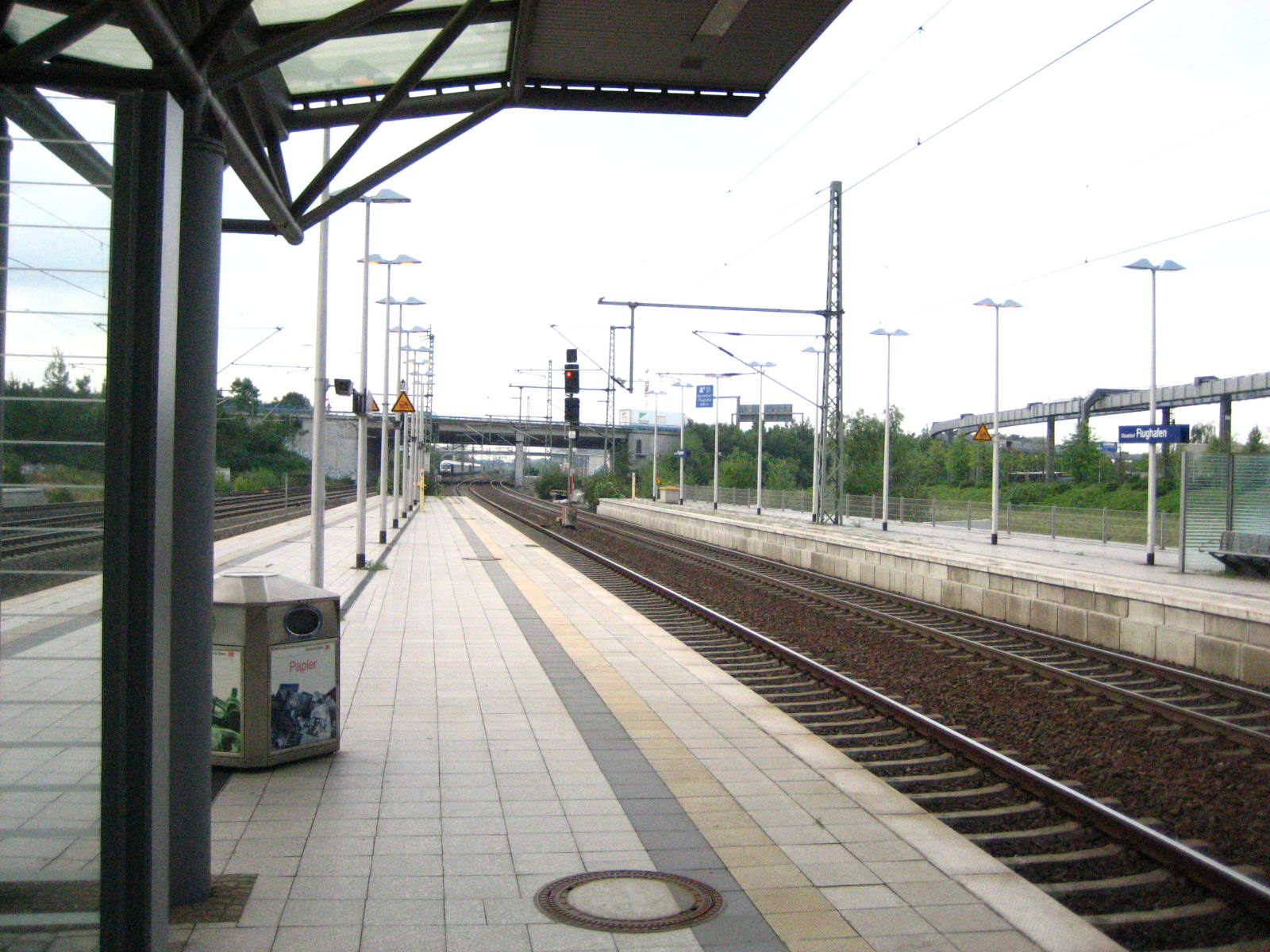
Düsseldorf Flughafens station.

Düsseldorf Flughafens station (Bahnhof Düsseldorf Flughafen) är en järnvägsstation i Düsseldorf i Tyskland, längs sträckan Köln–Duisburg, vilken förbinder Düsseldorfs internationella flygplats med Düsseldorfs centrum. Stationen öppnade i maj år 2000 och har en kapacitet på 300 tågavgångar per dygn. 